# Rebecka Lazic
Rebecka Lazic (ur. 24 września 1994 w Lenhovda) – szwedzka siatkarka, grająca na pozycji przyjmującej. 
Jej siostra bliźniaczka Alexandra, również jest siatkarką.

## Sukcesy klubowe
Puchar Francji:
- 2013, 2014

Mistrzostwo Francji:
- 2013, 2014

Puchar Rumunii:
- 2017

Mistrzostwo Rumunii:
- 2017